# Rhododendron amesiae
Rhododendron amesiae är en ljungväxtart som beskrevs av Alfred Rehder och Wilson. Rhododendron amesiae ingår i släktet rododendron, och familjen ljungväxter. Inga underarter finns listade i Catalogue of Life.